# 錢高組
株式会社錢高組（ぜにたかぐみ、英: The Zenitaka Corporation）は、大阪府大阪市に本店、東京都千代田区に本社を置く日本のゼネコンである。三水会とその後身社長会である水曜会及びみどり会の会員企業であり三和グループに属している。
同じ大阪市に本社を置く奥村組・竹中工務店・鴻池組・淺沼組と並ぶ在阪ゼネコンの一つ。創業1705年（寶永2年）以来、300年以上の歴史を持つ。
橋梁工事に実績があり、規模としては中堅の規模を誇る。
社名と社章が野村胡堂作『銭形平次捕物控』の名前の由来となったことでも知られる。

## 沿革
- 1705年 - 和泉国日根郡尾崎村（現・大阪府阪南市尾崎町）の宮大工、錢高林右衛門が棟梁として建立に携わった本願寺尾崎別院が落慶【創業】。
- 1887年 - 錢高善造が大阪府東区横堀5丁目（現・大阪市中央区久太郎町4丁目）で土木建築の請負業を始める【創立】。
- 1912年4月 - 合資会社錢高組設立。
- 1931年4月10日 - 株式会社錢高組設立。
- 1931年7月 - 株式会社錢高組が合資会社錢高組を吸収合併。
- 1961年10月 - 大阪証券取引所第二部に株式を上場。
- 1966年3月 - 大阪証券取引所第一部に指定。
- 2013年7月13日 - 大阪証券取引所と東京証券取引所との現物株市場統合に伴い、東京証券取引所第一部に上場。
- 2025年3月24日 - 名古屋証券取引所メイン市場に上場[1]。

## 歴代社長
- 錢高作太郎：1931年 - 1938年
- 錢高久吉：1938年 - 1945年
- 錢高輝之：1945年 - 1980年
- 錢高一善：1980年 - 2016年
- 錢高久善：2016年 -

## 主な施工物件
- 大阪市庁舎（3代目）
- 水晶橋
- 藤井寺球場
- 吾妻橋
- 東京中央郵便局
- 旧制第一高等学校本館（現・東京大学教養学部本館）
- 学士会館
- 勝鬨橋
- 肥後橋
- 上越新幹線吾妻川橋りょう
- 関越自動車道薄根川橋
- 関越自動車道奥利根橋
- 関越自動車道大峰橋
- 瀬戸大橋（岩黒島高架橋）
- 光の教会
- 桃山学院大学（和泉キャンパス）
- 野村胡堂・あらえびす記念館
- 北陸新幹線屋代橋りょう
- キャナルシティ博多
- 横浜国際総合競技場
- くじら橋
- 司馬遼太郎記念館
- 静岡スタジアム
- 遊就館
- 慶應義塾大学 三田キャンパス 東館
- 慶應義塾大学 三田キャンパス 南校舎
- 慶應義塾大学 矢上キャンパス 創想館
- 彩の国くまがやドーム
- 東海北陸自動車道加須良橋
- 国立国際美術館
- 七色高架橋
- 新北九州空港連絡橋
- 天満天神繁昌亭
- 東北新幹線三内丸山架道橋
- ワルミ大橋
- 夢翔大橋
- 大阪ステーションシティ
- 堺市立健康福祉プラザ
- 新湊大橋
- 六甲中学校・高等学校
- 三菱UFJ銀行大阪ビル

## 不祥事

### 所得税の申告漏れ
大阪国税局の税務調査により、2021年3月期までの4年間で約4億円の申告漏れを指摘されていたことが、2022年7月に判明。うち約4,500万円は意図的な所得隠しと認定された模様である。

### 特別背任容疑での現場所長の逮捕
同社が受注した兵庫県西宮市内の鉄道の高架工事で、下請業者に工事費を水増し請求させる手口で同社に対し約9,450万円の損害を与えたとして、同社の元現場所長の42歳の男性と、下請の建設会社「松岩組」元専務の38歳男性の2人が、2022年11月17日に大阪府警察から会社法違反（特別背任）容疑で逮捕された。府警は同年8月に、松岩組の別の幹部2人を、錢高組から8,000万円を脅し取ろうとしたとして恐喝未遂容疑で逮捕しており、この事件を機に当該の現場所長らの不正が発覚した模様である。